# Oles Boezyna
Oles Oleksijovytsj Boezyna (Oekraïens: Олесь Олексійович Бузина) (Kiev, 13 juli 1969 – aldaar, 16 april 2015) was een Oekraïense journalist die bekend stond om zijn sterk pro-Russische politieke standpunten.
Hij werd op 16 april 2015 niet ver van zijn flat doodgeschoten. In juni arresteerden de Oekraïense autoriteiten drie verdachten. De hoofdverdachte werd door de minister van Binnenlandse Zaken beschreven als een Oekraïense nationalist. Tot een rechtszaak is het echter nooit gekomen.

## Leven
Boezyna groeide op in Kiev en studeerde in 1992 af aan de Faculteit der Filologie van de Nationale Universiteit van Kiev Taras Sjevtsjenko met als specialisatie "docent Russische taal en literatuur". Daarna werkte hij voor verschillende kranten in Kiev.
Van oktober 2006 tot zijn dood was hij een presentator op de Oekraïense televisie. In januari 2015 werd hij redacteur van het dagblad Segodnja, dat ook de belangrijkste financier van de Partij van de Regio's van Viktor Janoekovytsj was, maar vanwege meningsverschillen nam hij in maart 2015 ontslag uit die functie. Als auteur en presentator was Boezyna betrokken bij de elfdelige tv-documentaire Sporen van de voorouders met Oles Boezina. Hij maakte ongeveer 36 documentaires.

### Politieke visie
Boezyna bepleitte het concept van een drievoudig Russisch volk en noemde zichzelf daarom Oekraïens en Russisch. Hij steunde de federalisering van Oekraïne, evenals de onafhankelijkheid en de tweetaligheid van de Oekraïense cultuur.
Boezyna werd beschouwd als tegenstander van Euromaidan en de overheid. Hij was bij de parlementsverkiezingen in 2014 kandidaat voor de pro-Russische en deels Pan-Slavische partij Russisch Blok.

### Moord
Op 16 april 2015 werd Boezyna vanuit een auto doodgeschoten in de buurt van zijn huis in het centrum van Kiev. Hij liet een vrouw en een dochter na.

## Publicaties
- De grafschender Taras Sjevtsjenko (2000)
- De geheime geschiedenis van Oekraïne-Rusland (2005)
- Breng harems voor vrouwen terug (2008)
- Revolutie in een moeras (2010)
- Verrijzenis van Klein-Rusland (2012)
- De Unie tussen Ploeg en Trident. Hoe Oekraïne werd uitgevonden (2013)
- Rusland voor het Kievse Rijk (2014)